# Гельфан, Александр Наумович
Алекса́ндр Нау́мович Гельфан (род. 6 июня 1959, СССР) — российский учёный-гидролог, доктор физико-математических наук, член-корреспондент РАН (2019), директор Института водных проблем РАН (с 2018 по 2022 год), Почётный работник науки и высоких технологий РФ (2019). Член экспертного совета национальной премии «Хрустальный компас».

## Биография
В 1982 году окончил географический факультет Московского государственного университета.
В 1985 году окончил аспирантуру Института водных проблем АН СССР. В 1989 году защитил диссертацию «Динамико-стохастические модели формирования речного стока» на соискание ученой степени кандидата географических наук (научный руководитель — профессор Л. С. Кучмент).
В 1995—1996 годах А. Н. Гельфан работает в университете Маркетт города Милуоки в штате Висконсин в США.
В 2007 году защитил диссертацию «Динамико-стохастическое моделирование формирования талого стока» на соискание ученой степени доктора физико-математических наук.
С 2008 по 2018 год — заместитель директора по научной работе Института водных проблем РАН
В 2018 году избран директором Института водных проблем РАН. Член-корреспондент РАН c 2019 года по Отделению наук о Земле.
В 2022 году ушел с должности директора Института по собственному желанию. С 2024 года — профессор кафедры гидрологии суши географического факультета МГУ имени М.В. Ломоносова

## Общественная позиция
В феврале 2022 года подписал открытое письмо российских учёных и научных журналистов с осуждением вторжения России на Украину и призывом вывести российские войска с украинской территории.

## Научная деятельность
Сфера научных интересов Александра Гельфана — математическое моделирование гидрологических процессов и формирования речного стока, создания геоинформационных технологий и их применения для поддержки принятия решений в области обеспечения водной безопасности.
Преподает в должности профессора на кафедре гидрологии суши географического факультета МГУ. За последние[уточнить] годы под его руководством защищены три кандидатские диссертации.

### Основные направления научных исследований
- Исследование процессов формирования, оценки повторяемости и масштабов наводнений с помощью моделей формирования речного стока;
- Ансамблевые долгосрочные прогнозы речного стока;
- Анализ гидрологических последствий изменений климата на основе региональных гидрологических моделей и моделей климата;
- Анализ чувствительности гидрологических систем к изменениям климата и антропогенным воздействиям на речной водосбор.

### Участие в международных организациях
- Член бюро Комиссии по гидрологии снега и льда Международной ассоциации гидрологических наук (2006—2019).
- Руководитель рабочей группы «Physics of Hydrological Predictability» Международной ассоциации гидрологических наук
- Член экспертной группы авторов 6-го оценочного доклада Межправительственной группы экспертов по изменению климата (IPCC), ведущий автор 4-й главы («Water») его второго тома, посвященной воздействию изменения климата на гидрологические системы суши[6].
- Член редколлегий журналов Европейского союза геофизических наук «Hydrology and Earth System Sciences» (2005—2020), «Earth System Science Data» (с 2011).
- Член Американского геофизического союза.
- Член Европейского союза геофизических наук.

### Научные работы
Автор более 100 научных работ, в том числе 3 монографий
- Кучмент Л. С., Гельфан А. Н. Динамико-стохастические модели формирования речного стока..— М., Наука, 1993.
- Гельфан А. Н. (2007) Динамико-стохастическое моделирование формирования талого стока. М., Наука, 294 с.
- Мотовилов Ю. Г., Гельфан А. Н. (2018) Модели формирования стока в задачах гидрологии речных бассейнов. М., Изд. Российской академии наук. 300с.

Основные публикации последних лет
- Gelfan A., A. Kalugin, I. Krylenko, O. Nasonova, Ye. Gusev and E. Kovalev (2020) Does a successful comprehensive evaluation increase confidence in a hydrological model intended for climate impact assessment? Climatic Change. 163(3), 1165—1185
- Gelfan, A., Moreydo, V., Motovilov, Y., and Solomatine, D. P. (2018) Long-term ensemble forecast of snowmelt inflow into the Cheboksary Reservoir under two different weather scenarios, Hydrol. Earth Syst. Sci., 22, 2073—2089.
- Гельфан А. Н., Калугин А. С., Мотовилов Ю. Г. (2018) Оценка изменений водного режима реки Амур в XXI веке при двух способах задания климатических проекций в модели формирования речного стока. Водные ресурсы. 45(3), 223—234
- Krysanova, V., Donnelly, C., Gelfan, A., Gerten, D., Arheimer, B., Hattermann, F., Kundzewicz, Z.W. (2018): How the performance of hydrological models relates to credibility of projections under climate change, Hydrological Sciences Journal, 63(5), 696—720
- Gelfan A., Gustafsson D., Motovilov Yu., Arheimer B., Kalugin A., Krylenko I., Lavrenov A. (2017) Climate change impact on the water regime of two great Arctic rivers: modeling and uncertainty issues. Climatic Change. 141: 499—515
- Gelfan, A., Semenov, V.A., Gusev, E., Motovilov, Y., Nasonova, O., Krylenko, I., and Kovalev, E. (2015) Large-basin hydrological response to climate model outputs: uncertainty caused by internal atmospheric variability, Hydrol. Earth Syst. Sci., 19, 2737—2754
- Gelfan, Yu Motovilov, I. Krylenko, V. Moreido & E. Zakharova (2015): Testing the robustness of the physically-based ECOMAG model with respect to changing conditions, Hydrol. Sci. J., 60(7-8),1266-1285